# Unterkulm
Unterkulm é uma comuna da Suíça, no Cantão Argóvia, com cerca de 2.878 habitantes. Estende-se por uma área de 8,88 km², de densidade populacional de 324 hab/km². Confina com as seguintes comunas: Dürrenäsch, Gränichen, Hirschthal, Muhen, Oberkulm, Schlossrued, Schöftland, Teufenthal.
A língua oficial nesta comuna é o Alemão.